# Coelioxys conoidea
Coelioxys conoidea là một loài ong trong họ Megachilidae. Loài này được Illiger miêu tả khoa học đầu tiên năm 1806.